# Дом рождения Гровера Кливленда
Дом рождения Гровера Кливленда (англ. Grover Cleveland Birthplace) — дом-музей, в котором родился 22-й и 24-й президент США Гровер Кливленд, расположенный в городе Колдуэлл, штат Нью-Джерси. Является единственным домом-музеем, посвящённым жизни президента Кливленда.

## История
Данный дом известен как Дом пресвитерианской церкви Колдуэлла и служил церковным домом для семьи Кливлендов, в то время как отец Гровера, Ричард Фейли Кливленд, служил пастором местной церкви. Первоначально Кливленд был назван Стивеном Гровером в честь первого пастора Первой пресвитерианской церкви Колдуэлла, но в своей взрослой жизни первое имя не использовал. В 1841 году семья Кливленда переехала из Колдуэлла в Нью-Йорк, и в начале XX века группа частных лиц приобрела данный дом, чтобы открыть его как музей.
16 ноября 1977 года дом был добавлен в Национальный реестр исторических мест.